# Fedje
Fedje este o comună din provincia Hordaland, Norvegia.